# Société d'études de Brest et du Léon
La Société d'Études de Brest et du Léon (SEBL) est une société savante, fondée  à Brest en 1954.
Elle compte environ 250 adhérents.

## Histoire
La Société d'Études de Brest et du Léon, fondée par Edmond Soufflet, son premier président, succède à la Société académique de Brest active de 1858 à 1913. La société est affiliée à la Fédération des sociétés historiques de Bretagne.
Ses présidents ont été : Edmond Soufflet (1954-1980) ; Georges-Michel Thomas (1980-1991) ; Jacques Gury (1991-1995) ; Patrick Galliou (1995-2012) ; Yves Coativy (2012-2018); Dominique Derrien (depuis 2018).

## Objectifs de la société
Le but de la SEBL est d'animer la vie culturelle et intellectuelle brestoise et sauvegarder le passé de la ville en reconstituant la mémoire collective locale. Pour ce faire, elle se propose « d'étudier la vie littéraire, économique et historique de Brest et du Léon ». De ses débuts aux années 2000, la thématique la plus souvent traitée était le Brest d'avant la destruction (1940-1944). Depuis, les approches varient et le "vieux Brest " laisse peu à peu la place à des problématiques plus contemporaines même si l'histoire de Brest, du Léon et de la Bretagne occupent toujours une place essentielle dans Les Cahiers de l'Iroise.

## Activités de la société
- La SEBL organise des conférences, à raison d'une tous les mois, sauf en juillet et août, sur des thèmes brestois ou bretons
- Elle publie les Cahiers de l'Iroise au rythme annuel de deux numéros de série et un hors-série thématique, composés d'articles traitant les différents aspects du patrimoine historique, culturel et littéraire de la Bretagne. Habituellement, les articles sont regroupés par thèmes.
- Elle participe à des actions de mécénat comme la restauration de la porte du Bouguen ou le don à la ville d'un portrait du gouverneur de Brest Michel de Castelnau au XVIIe siècle (2015).
- Il existe des Tables de la revue 1954-1983, 1984-1995 et 1996-2016.
- Un site internet permet de se tenir au courant des activités, parutions, conférences, etc. On y trouve aussi un historique de la société, très bien documenté, et de nombreuses coupures de presse.
- L'intégralité des n°s 1 à 211 parus de 1954 à 2010 sont consultables en ligne sur la base Yroise.

## liens externes
- Site officiel
- Notices d'autorité :   - VIAF
  - ISNI
  - BnF (données)
  - LCCN
  - WorldCat